# 曲靖师范学院
25°31′34″N 103°44′53″E / 25.52611°N 103.74806°E
曲靖师范学院是位于中国云南省曲靖市的一所公立全日制本科高校。

## 校史
1912年，国民政府在曲靖县设置云南省立第三师范学校，1956年，更名为曲靖师范学校，1977年，云南省人民政府在曲靖师范学校建立昆明师范学院曲靖普通班，并面向云南省招收四年制本科生。1978年，成立曲靖师范专科学校，1993年，更名为曲靖师范高等专科学校。2000年3月，原曲靖师范高等专科学校、曲靖教育学院、曲靖师范学校合并组建为曲靖师范学院。

## 学术研究

### 学科设置
至2022年，曲靖师范学院设有18个教学科研机构及6个教辅机构，建成了全日制本科专业59个，其中含师范类专业19个，另有成人教育专业9个。全日制本科专业中有8个获评为云南省级重点学科，其中1个云南省高原学科，3个硕士学位授权立项建设学科，2个优势特色重点学科。

### 对外合作
曲靖师范学院积极拓展与南亚、东南亚各国大学的合作渠道，并设置了泰语、印尼语等专业，亦与与泰国玛希隆大学、泰国国立体育大学等高等院校签订了合作协议。

## 引用
1. ↑  曲靖地区志（1995年），第30页
2. ↑  曲靖地区志（1995年），第33页
3. ↑  曲靖地区志（1995年），第42页
4. ↑  云南省志·曲靖地区（1987年），第16页
5. ↑  . 中华人民共和国教育部入口网站. 2000-03-21  [2022-05-09]. （原始内容存档于2022-05-09）.
6. ↑  . 曲靖师范学院.   [2022-09-05]. （原始内容存档于2022-09-05）.
7. ↑  张永刚（2015年）
8. ↑  赵绍平（2016年），第19-20页
9. ↑  . 云南省监察委员会.   [2021-09-23]. （原始内容存档于2022-09-05）.